# Рубик — удивительный кубик
Рубик — удивительный кубик (англ. Rubik, the Amazing Cube) — мультсериал, состоящий из 18 серий, транслировавшийся в США на канале ABC с сентября 1983 года по сентябрь 1984 в блоке «Пак-Ман/Рубик» по утрам суббот.

## Сюжет
Злой волшебник теряет кубик Рубика, который оказывается необычным: будучи правильно собранным, он оживает (из собственно куба появляются синяя лысая голова и ноги), а кроме того обладает способностью летать, и некоторыми другими.
Рубик попадает к детям: Карлосу, Рейналдо и Лизе Родригес, с которыми очень быстро подружился. На протяжении мультсериала они противостоят попыткам злого колдуна вернуть себе потерю; разгадывают различные головоломки.
«Рубик…» — первый американский мультфильм, в котором главными героями являются дети-латиноамериканцы.

## Эпизоды
1. Рубик — удивительный кубик (Rubik the Amazing Cube)
2. ? (Back Packin' Rubik)
3. Рубик и сокровище (Rubik and the Buried Treasure)
4. Рубик и Шлем Удачи (Rubik and the Lucky Helmet)
5. Рубик и загадочный человек (Rubik and the Mysterious Man)
6. ? (Rubik and the Pooch Nappers)
7. Рубик и научная ярмарка (Rubik and the Science Fair)
8. Рубик — торговец недвижимостью (Rubik the Realtor)
9. Рубик в Стране чудес (Rubik in Wonderland)
10. Рубик в Гонолулу (Honolulu Rubik)
11. Первое Рождество Рубика (Rubik’s First Christmas)
12. Побег Рубика (Rubik Run)
13. Рубик разбогател (Rubik is Rich)
14. Возвращение Рубика (Rubik Redux)
15. Рубик на отдыхе (Rubik at Rest)
16. Рубик в субботу вечером (Saturday Night Rubik)
17. Супер-могущественная Лиза (Super Power Lisa)
18. Машина времени Рубика (Time Machine Rubik)

## Роли озвучивали
- Рон Палилло — Рубик
- Майкл Белл — Рейналдо
- Майкл Соседо — Карлос
- Анжела Мойя — Марла
- Дженнифер Фахардо — Лиза

Второстепенных персонажей озвучили Джек Делеон, Лори Фэзо, Такайо Фишер, Боб Холт, Тресс Макнилл, Нил Росс, Джон Стефенсон, Джанет Валдо, Алан Янг и др.

## Съёмочная группа
Мультсериал был создан киностудией англ. Ruby-Spears Productions.
- Режиссёры: Джон Кимболл, Ради Ларрива, Норм Маккэйб
- Авторы сценария: Том Дэженаис, Джэнис Даймонд, Джек Энъярт, Гэри Гринфилд, Марк Джонс, Гордон Кент, Норман Маурер, Ричард Меруин
- Композитор: Дин Эллиотт
- Продюсеры: Марк Джонс, Стивен Вернер
- Исполнительные продюсеры: Джо Раби, Кен Спиарс